# Стрелњики
Стрелњики (слч. Strelníky) насељено је мјесто са административним статусом сеоске општине (слч. obec) у округу Банска Бистрица, у Банскобистричком крају, Словачка Република.

## Становништво
| Година:    | 1994. | 2004.   | 2014.   | 2024.   |
| ---------- | ----- | ------- | ------- | ------- |
| Број људи: | 848   | 808     | 782     | 740     |
| Разлика:   |       | -4,71 % | -3,21 % | -5,37 % |

| Година:    | 2023. | 2024.   |
| ---------- | ----- | ------- |
| Број људи: | 739   | 740     |
| Разлика:   |       | +0,13 % |

Према подацима о броју становника из 2011. године насеље је имало 779 становника.